# Stormossen (naturreservat, Degerfors kommun)
Stormossen är ett naturreservat i Degerfors kommun i Örebro län.
Området är naturskyddat sedan 2015 och är 290 hektar stort. Reservatet omfattar huvuddelen av mossen med detta namn  består förutom av mossen av ett litet björkkärr i nordöstra delen och tallsumpskog i mossens kantområden.